# Робърт Паркър
Робърт Алън Ридли Паркър (на английски: Robert Allan Ridley Parker) е американски учен и астронавт на НАСА, участник в два космически полета.

## Образование
Робърт Алън Паркър е завършил гимназия в Шрусбъри, Масачузетс. През 1958 г. получава бакалавърска степен по физика и астрономия от колежа Амхърст в Масачузетс. През 1962 г. защитава докторат по астрономия в Калифорнийския технологичен институт. Преди селекцията му за астронавт, Р. Паркър става професор по астрономия в Университета Медисън, Уисконсин.

## Служба в НАСА
Р. А. Р. Паркър е избран от НАСА на 4 октомври 1967 г., Астронавтска група №6. Първите си назначения в НАСА получава като член на поддържащите екипажи на Аполо 15 и Аполо 17. От 1972 г. е включен като учен в програмата Скайлаб. Участник в два космически полета.

### Космически полети
| Космически полети на Робърт Алън Ридли Паркър              | Космически полети на Робърт Алън Ридли Паркър | Космически полети на Робърт Алън Ридли Паркър | Космически полети на Робърт Алън Ридли Паркър | Космически полети на Робърт Алън Ридли Паркър | Космически полети на Робърт Алън Ридли Паркър | Космически полети на Робърт Алън Ридли Паркър |
| №                                                          | Дата                                          | КК                                            | Емблема на мисията                            | Функции                                       | Продължителност                               |                                               |
| ---------------------------------------------------------- | --------------------------------------------- | --------------------------------------------- | --------------------------------------------- | --------------------------------------------- | --------------------------------------------- | --------------------------------------------- |
| 1                                                          | 28 ноември 1983                               | „Колумбия“, STS-9                             |                                               | Специалист на мисията                         | 10 денонощия 07 часа 44 мин. 24 сек.          |                                               |
| 2                                                          | 2 декември 1990                               | „Колумбия“, STS-35                            |                                               | Специалист на мисията                         | 8 денонощия 23 часа 05 мин. 08 сек.           |                                               |
| Сумарно време в космоса – 19 дни 06 часа 52 мин. и 32 сек. |                                               |                                               |                                               |                                               |                                               |                                               |

### Административна дейност
- Директор на департамента по политика и планиране от януари до декември 1991 г.
- Директор на Програмата „Спейслаб“ от януари 1992 до ноември 1993 г.
- Мениджър на космически операции от декември 1993 до август 1997 г.
- Директор на мениджърския офис и на Лабораторията за реактивни двигатели в Пасадина, Калифорния.

Робърт Паркър излиза в пенсия на 31 август 2005 г.

## Личен живот
Робърт Паркър е женен за Джуди Уудръф (на английски: Judy Woodruff). Двамата имат пет деца и девет внуци. Семейството живее в Сан Марино, Калифорния.

## Награди
- Медал на НАСА за изключителни научни постижения (1973 г.);
- Медал на НАСА за изключително лидерство (1974 г.);
- Медал на НАСА за участие в космически полет (1983 и 1990 г.).